# Heiko Holste
Heiko Holste (* 1971) ist ein deutscher Jurist und Verfassungshistoriker.

## Leben
Holste studierte an der Georg-August-Universität Göttingen Rechtswissenschaften und wurde dort 2001 promoviert. Er arbeitete anschließend in den Leitungsstäben des Bundesjustiz- und des Bundesinnenministeriums. Er ist als Ministerialrat im Bundespräsidialamt tätig. Er ist stellvertretender Leiter der Abteilung Inland und Leiter des Referats „Grundsatzfragen der Innen- und Demokratiepolitik / Historische Grundsatzfragen, Erinnern und Gedenken“. Zuvor war er für den Arbeitsstab Historische Grundsatzfragen, Erinnern und Gedenken verantwortlich und war zeitweilig Leiter des Referates Ordenskanzlei.
Er war Gastwissenschaftler an der Georgetown University in Washington, D.C.
Seit 2010 gehört Holste der Redaktion der Zeitschrift Recht und Politik an.

## Schriften (Auswahl)
- Von Recht und Unrecht. 170 Jahre Justizressort (= Erinnerung. Aufarbeitung. Verantwortung. Band 3, herausgegeben vom Bundesministerium der Justiz und für Verbraucherschutz), Berlin 2017.
- Warum Weimar? Wie Deutschlands erste Republik zu ihrem Geburtsort kam. Böhlau Verlag, Wien 2017, ISBN 978-3-412-50906-4.
- Schaumburg-Lippe. Vom souveränen Staat zum halben Landkreis. Ein Streifzug durch die politische Geschichte von der Landesgründung bis in die Gegenwart. Steinhude 2003.
- Der deutsche Bundesstaat im Wandel (1867–1933) (= Schriften zur Verfassungsgeschichte. Bd. 65). Duncker & Humblot, Berlin 2002.